# جيرالد بول كار
جيرالد بول كار (بالإنجليزية: Gerald Paul Carr )‏ (و. 1932  م) هو ضابط، ورائد فضاء، ومهندس، ومهندس فضاء جوي أمريكي، ولد في دنفر، ويحمل رتبة عسكرية عقيد.

## التعليم
تعلم في جامعة برنستون، والكلية البحرية للدراسات العليا، وجامعة كاليفورنيا الجنوبية، وكلية فيتربي للهندسة ‏.

## ريادة الفضاء
شارك في المهمات الفضائية:
- سكايلاب 4.

## الخدمة العسكرية
خدم في قوات مشاة بحرية الولايات المتحدة.

## جوائز
حصل على جوائز منها:
- ميدالية الخدمة المتميزة لناسا
- قاعة مشاهير رواد الفضاء بالولايات المتحدة.

## وصلات خارجية
- جيرالد بول كار على موقع IMDb (الإنجليزية)
- جيرالد بول كار على موقع الموسوعة البريطانية (الإنجليزية)
- جيرالد بول كار في قاعدة بيانات الأفلام على الإنترنت